# Stary cmentarz żydowski w Nowym Korczynie
Stary cmentarz żydowski w Nowym Korczynie – kirkut służący społeczności żydowskiej zamieszkującej niegdyś Nowy Korczyn. Powstał w XVI lub XVII wieku. Znajduje się przy ul. Grotnickiej. Został zniszczony podczas II wojny światowej. Obecnie na jego terenie znajdują się magazyny gminnej spółdzielni. Nie zachowały się żadne nagrobki.